# 조시 핸콕

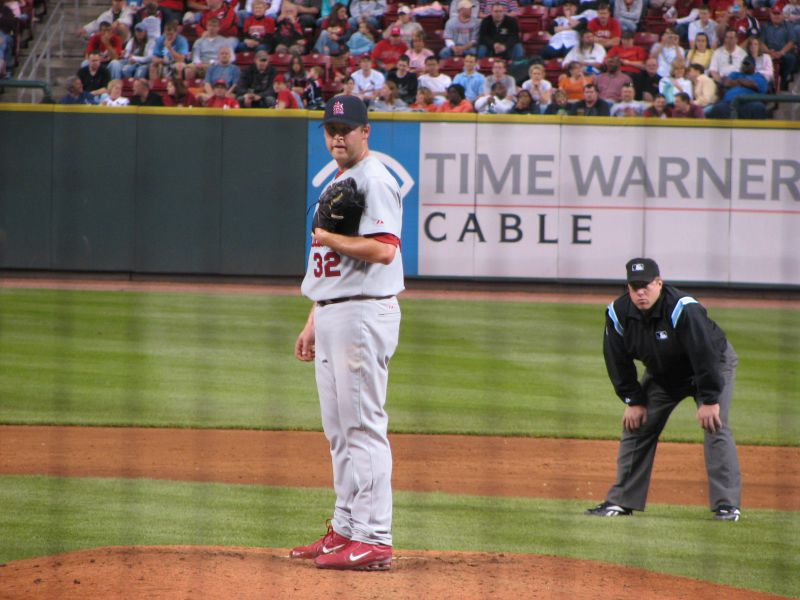
조슈아 모건 핸콕

조슈아 모건 핸콕 (Joshua Morgan Hancock, 1978년 4월 11일 ~ 2007년 4월 29일)은 미국의 야구 선수이며, 포지션은 투수이다.

## 생애
2002년 보스턴 레드삭스에서 데뷔했으며, 이후 2003년 제러미 지암비와의 트레이드로 필라델피아 필리스로 팀을 옮겨 활약하였다. 그 뒤 2004년 앤더슨 마차도와 함께 신시내티 레즈로 트레이드되었으며, 2006년 과체중으로 인하여 소속팀에서 방출된 뒤 세인트루이스 카디널스로 팀을 옮겨 그 해 팀이 월드 시리즈에서 우승을 차지하는 데 크게 기여하였다.
2007년 4월 29일 세인트루이스에서 SUV 차량을 타고 이동하던 도중 사고 처리 작업을 하던 견인차를 들이받는 사고를 당해 그 자리에서 사망했으며, 이후 부검 결과 법적 혈중 알코올 농도의 2배 이상의 알코올이 검출되었다.